# Rehab (film)
Pour les articles homonymes, voir Rehab.
Pour plus de détails, voir Fiche technique et Distribution.
Rehab est un film américain réalisé par Rick Bieber, sorti en 2011.

## Fiche technique
- Titre original : Rehab
- Réalisation : Rick Bieber
- Scénario : Rick Bieber, Stephan Ingram
- Directeur artistique : Yvonne von Wallenberg
- Chef décorateur : Chris Davis
- Costumes : Catherine Wall
- Maquillage : Jed Dornoff (key makeup artist)
- Directeur de la photographie : Ken Glassing
- Montage : Eric Alan Donaldson
- Production : 
  - Producteur : David Caruso, Alan Cohen
  - Producteur associée : Jeff Eggleston, Joel McDonell
- Société(s) de production : Angel City Pictures, Rehab The Movie
- Budget : 150 000 $ US[1]
- Pays de production :  États-Unis
- Année : 2011
- Langue originale : anglais
- Format : couleur
- Genre : drame, horreur, science-fiction
- Durée : 90 minutes
- Date de sortie : États-Unis : 23 juin 2011

## Distribution
- Veronica Alicino : Barbara Curtis
- Ryan Alosio : Gabe Anderson
- Danay García : Michelle Lopez
- Gale Harold : Dr Daniel Brody
- Michele Hicks : Sharon
- Christopher Judge : Charles
- Faye Kingslee : Cyd Curtis
- Christopher Maleki (en) : Earl howard
- Isaac Stephen Montgomery : John
- Chris Mulkey :
- Julia Reese : Angela
- Erika Ringor : Sonya
- Carlo Rota :
- Josh Stewart : Aaron McCreary / Carl
- Marlo Stroud : Jane